# Don't Take It Personally, Babe, It Just Ain't Your Story
Don't Take It Personally, Babe, It Just Ain't Your Story est un visual novel créé par Christine Love en 2011.

## Accueil
Le Daily Telegraph a donné au jeu le prix du Meilleur scénario lors de sa remise de prix annuelle de 2011.